# Thomas Macaulay
Thomas Babington Macaulay, 1er Baró Macaulay, FRS FRSE PC
(25 d'octubre de 1800 - 28 de desembre de 1859) fou un estadista britànic, historiador, poeta i novel·lista de l'època victoriana. Durant l'última dècada de la seva vida, va treballar en The History of England de 5 volums, una obra capital, que va posar els fonaments de la interpretació Whig de la història nacional.

## Vida
Macaulay va néixer a Rothley Templea Leicestershire, el 25 d'octubre del 1800, fill de Zachary Macaulay, un highlander escocès, que es va convertir en governador colonial i abolicionsita i Selina Mills de Bristol, una antiga alumna de Hannah More.
Va ser un nen superdotat. Es diu que cert dia, davant la vista d'unes fàbriques, va preguntar a la mare: "El fum que surt d'aquestes xemeneies, procedeix dels focs de l'infern?". Com a estudiant, va atreure l'atenció del públic literari amb els seus poemes, i un assaig publicat a l'Edinburgh Review amb un estudi sobre Milton. El llibre dels poemes de Macaulay Lays of Ancient Rome(1842) encara és d'interès en el dia d'avui.
Després d'estudiar al Trinity College de Cambridge,i llicenciar-se en dret,Macaulay va somiar amb una carrera no com a advocat, sinó com a polític. El 1830 fou elegit diputat al parlament britànic i es va incorporar activament als debats que van precedir la gran reforma parlamentària de 1832. L'eloqüència de Macaulay el va empènyer al capdavant dels oradors britànics i el va convertir en un dels líders del partit Whig. Especialment significatiu va ser el seu paper en l'adopció de la llei sobre l'abolició de l'esclavitud i lexclusió dels jueus.
Entre els anys 1834 i 1838, Macaulay va ocupar càrrecs prominents en l'administració de l'Índia Britànica. Va ser membre del Consell Suprem de l'Índia sota el virrei de l'Índia. Partidari de la idea de la superioritat del model polític anglès sobre tots els altres, va intentar inculcar en la societat índia el gust per la llibertat d'expressió i introduir en el sistema jurídic de l'Índia el principi d'igualtat de britànics i indis davant la llei. Va elaborar un projecte de codi penal, que va establir els fonaments del dret penal no només a l'Índia, sinó també a d'altres colònies britàniques.
Al seu retorn al Regne Unit el 1838, va ser diputat per Edimburg. En 1839 va ser secretari del Ministeri de la Guerra al govern de Lord Melbourne, i va jurar com a conseller privat el mateix any.Després de la caiguda del govern de Lord Melbourne, Macaulay va dedicar més temps a la seva obra literària.
En 1841 Macaulay va tractar el tema de la legislació dels drets d'autor. La posició de Macaulay, lleugerament modificada, ha estat la base del sistema legal dels drets d'autor en el món anglosaxó durant dècades. Macaulay considerava que el dret d'autor és un monopoli i com a tal, sol tenir efectes negatius en la societat. 
En 1857 va ser nomenat par com a Baró Macaulay de Rothley al comtat de Leicester, però va anar poc a la Cambra dels Lords. La seva salut li va dificultar treballar, i va ser incapaç de completar la seva obra mestra, Història d'Anglaterra, abans de morir en 1859. Va ser enterrat a l'Abadia de Westminster, prop de l'estàtua d'Addison.Atès que va morir sense descendència, el seu llinatge es va extingir amb ell.
El seu renebot G. M. Trevelyan fou també historiador.

## Obres
- Obres de Thomas Babington Macaulay, 1st Baron Macaulay al Projecte Gutenberg.

- Lays of Ancient Rome
- The History of England from the Accession of James II:
  - 5 vols (1848): Vol 1, Vol 2, Vol 3, Vol 4, Vol 5 a Internet Archive
  - 5 vols (1848): Vol. 1, Vol. 2, Vol. 3, Vol. 4, Vol. 5 al Projecte Gutenberg
  - volums 1–3 a LibriVox.org
- Critical and Historical Essays, 2 vols, editats per Alexander James Grieve. Vol. 1, Vol. 2
- William Pitt, Earl of Chatham: Second Essay (Maynard, Merrill, & Company, 1892, 110 pàgines)
- The Miscellaneous Writings and Speeches of Lord Macaulay, 4 vols Vol. 1, Vol. 2, Vol. 3, Vol. 4 Arxivat 2004-10-14 a Wayback Machine.
- Machiavelli sobre Nicolau Maquiavel
- The Letters of Thomas Babington Macaulay, 6 vols, editat per Thomas Pinney.
- The Journals of Thomas Babington Macaulay, 5 vols, editat per William Thomas.
- Entrada de l'índex de Macaulay al Racó de Poetes
- Lays of Ancient Rome (Complete) at Poets' Corner amb una introducció de Bob Blair

## Citacions
- "Som lliures, som civilitzats, la qual cosa val ben poc si impedim a qualsevol fragment de la raça humana de participar en la mateixa mesura de la llibertat i la civilització".

- "La seva imaginació s'assemblava a les ales d'un estruç. Li permetien córrer, però no volar." Sobre John Dryden. 1828.

- "La prova suprema de virtut consisteix a posseir un poder il·limitat sense abusar-ne."[13]

- "¿Quina millor manera de morir pot tenir un home que la d'enfrontar-se al seu terrible destí defensant les cendres dels seus pares i els temples dels seus déus?"

- "Prefereixo ser pobre en una cabana plena de llibres que un rei sense el desig de llegir."

- "La mesura del veritable caràcter d'un home és el que faria si sabés que mai no seria descobert."

- "Un bon govern no és el que vol fer feliç a la gent, sinó el que sap com aconseguir-ho."